# Gaspar Ponz
Gaspare Ponz (... – 14 ottobre 1520) è stato un vescovo spagnolo.

## Biografia
Di lui si conosce molto poco, soltanto che fu vescovo di Catania dal 4 aprile 1513 al 14 ottobre 1520. Succedette nell'incarico al vescovo spagnolo Jaime de Conchillos.